# Palani
Palani o Palni és una ciutat i municipalitat de Tamil Nadu, al districte de Dindigul situada a 10° 28′ N, 77° 31′ E / 10.467°N,77.517°E a uns 110 km al nord de Madurai. El 1901 tenia 17.168 habitants i era municipalitat creada el 1886, destacant el seu temple de Subrahmanya. Al cens del 2001 consta amb una població de 67.175 habitants. Dona nom a les muntanyes Palni principalment situades al districte de Madurai.